# Fairfield Township (Jackson County, Iowa)
Die Fairfield Township ist eine von 18 Townships im Jackson County im Osten des US-amerikanischen Bundesstaates Iowa. Das U.S. Census Bureau hat bei der Volkszählung 2020 eine Einwohnerzahl von 362 ermittelt.

## Geografie
Die Fairfield Township liegt im Osten von Iowa rund 25 km westlich des Mississippi, der die Grenze zu Illinois bildet. Die Grenze zu Wisconsin befindet sich rund 55 km nördlich.
Die Fairfield Township liegt auf 42°04′50″ nördlicher Breite und 90°29′14″ westlicher Länge und erstreckt sich über 93,2 km², die sich auf 92,2 km² Land- und 1 km² Wasserfläche verteilen. Die Fairfield Township wird vom Maquoketa River durchflossen, einem rechten Nebenfluss des Mississippi.
Die Fairfield Township liegt im Süden des Jackson County und grenzt im Süden an das Clinton County. Innerhalb des Jackson County grenzt die Fairfield Township im Westen an die Maquoketa Township, im Nordwesten an die Perry Township, im Norden an die Jackson Township, im Nordosten an die Washington Township und im Osten an die Van Buren Township.

## Verkehr
Durch die Fairfield Township führt in West-Ost-Richtung der Iowa Highway 64. Alle anderen Straßen sind entweder County Roads oder weiter untergeordnete und zum Teil unbefestigte Fahrwege.
Der nächstgelegene Flugplatz ist der rund 20 km westlich der Township gelegene Maquoketa Municipal Airport; der nächstgelegene größere Flughafen ist der Quad City International Airport (rund 80 km südlich).

## Bevölkerung
Bei der Volkszählung im Jahr 2010 hatte die Township 362 Einwohner. Neben Streubesiedlung existiert mit Spragueville (mit dem Status „City“) nur eine selbstständige Gemeinde, die aber zum Teil in der östlich benachbarten Van Buren Township liegt.